# 松井芳郎
松井 芳郎（まつい よしろう、1941年2月21日 - ）は、日本の法学者。名古屋大学名誉教授。専門は国際法。法学修士（京都大学）。京都府出身。元民主主義科学者協会法律部会理事。

## 来歴
来歴は以下の通り。

### 学歴
- 1959年3月 - 京都府立洛北高等学校卒業
- 1963年3月 - 京都大学法学部卒業
- 1965年3月 - 京都大学大学院法学研究科修士課程修了
- 1967年3月 - 京都大学大学院法学研究科博士課程中退[1]

### 職歴
- 1967年4月 - 名古屋大学法学部助手
- 1968年4月 - 名古屋大学法学部助教授
- 1976年4月 - 名古屋大学法学部教授
- 1999年4月 - 名古屋大学大学院法学研究科教授
- 2004年
  - 3月 - 名古屋大学定年退官
  - 4月 - 立命館大学大学院法務研究科教授、名古屋大学名誉教授
- 2011年3月 - 立命館大学定年退職

## 恩師
指導教官は田畑茂二郎。

## 家族
父親は京都大学経済学部教授を務めた松井清（国際貿易論）。

## 著書

### 単著
- 『現代日本の国際関係――安保体制の法的批判』（勁草書房、1978年）
- 『現代の国際関係と自決権』（新日本出版社、1981年）
- 『湾岸戦争と国際連合』（日本評論社、1993年）
- 『国際法から世界を見る――市民のための国際法入門』（東信堂、初版2001年・第2版2004年・第3版2011年）
- 『テロ、戦争、自衛――米国等のアフガニスタン攻撃を考える』（東信堂、2002年）
- 『国際環境法の基本原則』（東信堂、2010年）

### 共著
- （佐分晴夫・松田竹男・岡田泉・田中則夫・薬師寺公夫）『国際法』（有斐閣、初版1988年・新版1993年・第3版1997年）
- （佐分晴夫・坂元茂樹・小畑郁・松田竹男・岡田泉・田中則夫・薬師寺公夫）『国際法』（有斐閣、第4版2002年・第5版2007年）

### 共編著
- （木棚照一・加藤雅信）『国際取引と法――山田鐐一教授退官記念論文集』（名古屋大学出版会、1988年）
- （高林秀雄・山手治之・小寺初世子）『国際法 (1・2)』（東信堂、1990年）
- （田畑茂二郎・竹本正幸・薬師寺公夫）『国際人権条約・宣言集』第1版（東信堂、1994年）
- （田畑茂二郎・竹本正幸）『判例国際法〔初版〕』（東信堂、2000年）
- （山本草二・古川照美）『国際法判例百選〔初版〕』（有斐閣、2001年）
- （藤田久一・坂元茂樹）『人権法と人道法の新世紀――竹本正幸先生追悼記念論文集』（東信堂, 2001年）
- （山手治之・香西茂）『ベーシック条約集』（東信堂、2004年）
- （薬師寺公夫・坂元茂樹・小畑都・徳川信治）『国際人権条約・宣言集』第3版（東信堂、2005年）ISBN 4-88713-637-4

### 訳書
- クワメ・エンクルマ『新植民地主義』（理論社、1971年）
- ゲ・イ・トゥンキン『国際システムにおける法と力』（法律文化社、1990年）

### 論文
- 「サンフランシスコ体制とマルクス主義法学」『マルクス主義法学講座 第1巻』

## 記念論文集
- 松田竹男・田中則夫・薬師寺公夫・坂元茂樹（編）『現代国際法の思想と構造Ⅰ――歴史、国家、機構、条約、人権』（東信堂、2012年）
- 松田竹男・田中則夫・薬師寺公夫・坂元茂樹(編)『現代国際法の思想と構造Ⅱ――環境、海洋、刑事、紛争、展望』（東信堂、2012年）